# Anton von Dannecker
Anton Dannecker, ab 1857 von Dannecker, (* 8. Juni 1816 in Ratshausen; † 21. Juni 1881 in Rottenburg am Neckar) war ein römisch-katholischer Theologe.

## Leben
Anton von Dannecker wurde in dem damals noch zum Oberamt Spaichingen gehörenden Ratshausen geboren. In Ratshausen gibt es eine auffällige Häufung des Familiennamens Dannecker, der durch den in Waldenbuch bei Stuttgart geborenen Bildhauer Johann Heinrich von Dannecker bekannt geworden ist. Ratshausen ist heute noch Stammsitz der Familie Dannecker. „Der gemeinsame Stammvater der Dannecker-Sippe ist der Bauer Hans Dannecker, der um 1580 […] im Dörflein Ratshausen lebte.“
Anton besuchte das Gymnasium in Rottweil und studierte dann Theologie an der Eberhard-Karls-Universität in Tübingen, am 9. September 1841 empfing er die Priesterweihe. Am 16. Juli 1845 wurde er Kaplan in Stuttgart, am 9. April 1849 Stadtpfarrer in Stuttgart.
Von Juni 1856 bis April 1857 war er in Rom als theologischer Berater des württembergischen Gesandten von Ow beim Abschluss des Konkordats tätig. Es ging um den geplanten Abschluss eines Konkordats zwischen Württemberg und dem Vatikan, das aber nie zustande kam. Am 10. Dezember 1860 wurde er zum Domkapitular in Rottenburg ernannt und am 25. Januar 1861 als solcher installiert. Von 1868 bis 1876 war er Mitglied der württembergischen Kammer der Abgeordneten als Vertreter des Rottenburger Domkapitels und päpstlicher Hausprälat.
Anton von Dannecker wurde auf dem Sülchenfriedhof in Rottenburg beigesetzt.

## Veröffentlichungen
Danneckers literarische Tätigkeit fällt in die Jahre seiner Zeit als Pfarrer in Stuttgart. Sie bewegt sich auf homiletischem Gebiet und umfasst zwei Bände 
- Predigten auf alle Sonn- und Festtage des Kirchenjahrs Tübingen 1856,

ferner mehrere Cyklen von Fastenpredigten: 
- Die Lehre vom alleinseligmachenden Glauben, Stuttgart 1853
- Die Lehre vom religiösen Opfer, Tübingen 1854
- Die Lehre von der Kirche, Tübingen 1855
- Neue Fastenbetrachtungen über die letzten Dinge des Menschen, Tübingen 1858
- Fastenbetrachtungen über die acht Seligkeiten, Tübingen 1860
- Abschiedsworte an die katholische Gemeinde in Stuttgart, Stuttgart 1860

## Ehrungen, Nobilitierung
Anton Dannecker erhielt 1857 das Ritterkreuz I. Klasse des Ordens der württembergischen Krone, welches mit dem persönlichen Adelstitel verbunden war. Außerdem wurde er mit dem K.K mexikanischen Guadalupe-Orden geehrt.